# В защиту науки (бюлетень)
«На захист науки» — бюлетень, друкований орган Комісії з боротьби зі лженаукою. На своїх сторінках критикує шарлатанів у науці та бізнесі, які пропонують державі або громадянам витрачати гроші на нездійсненні псевдонаукові цілі і проекти. Також критикує псевдонаукові теорії і напрямки, творці яких закривають очі на факти і докладають зусиль до поширення свого вчення. Видається для влади, бізнесменів, громадських діячів, викладачів та широкого кола читачів.

## Автори
На сторінках бюлетеня опубліковано статті та інтерв'ю академіків РАН, докторів і кандидатів наук, статті наукових працівників інститутів РАН, викладачів МДУ та інших навчальних і наукових установ Росії.
- Ініціатор створення Комісії з боротьби зі лженаукою нобелівський лауреат Гінзбург В. Л.
- Член Президії РАН Фортов В. Є.
- Академік Александров Є. Б.[ru]
- Академік Васильєв В. А.
- Академік Гітельзон Й. І.[ru]
- Академік Кругляков Е. П.[ru]
- Академік Маслов В. П.[ru]
- Академік Рубаков В. А.
- Академік Садовський М. В.[ru]
- Академік Черепащук А. М.[ru]

## Редакційна колегія
До складу редколегії входять: акад. Є. Б. Александров (раніше, до 2012 року — акад. Е. П. Кругляков) — відп. редактор, д.ф.-м.н. Ю. М. Єфремов — заст. відп. редактора, к.ф.-м.н. В. Г. Сурдін — відп. секретар, д.б.н. П. М. Бородін, д.філос.н. В. О. Кувакін, акад. О. Г. Литвак, д.ф.-м.н. Р. Ф. Поліщук, акад. Л. І. Пономарьов, акад. М. В. Садовський, акад. А. М. Черепащук.

## Зміст
На сторінках бюлетеня критикувалися такі явища:
- Містичні дослідження Мулдашева, викладені в книгах «Від кого ми походимо?», «В обіймах Шамбали», «У пошуках міста богів». Ці книги написані в зв'язку з його подорожами в Тибет, Індію, Непал і Єгипет. Автор відбувся як чудовий хірург-офтальмолог, але «в якийсь момент його занесло»[1]. Також критиці була піддана не ясна до кінця історія про пересадку ока. У статті Мулдашев Е. Р. наводяться думки інших офтальмологів про проведену операцію.
- Продаж зірок деякими приватними підприємствами.
- Астрологія. Міліція і МНС, які користуються послугами астрологів. Газети, що публікують астрологічні гороскопи.
- Нова хронологія, що розвивається академіком Фоменком А. Т.
- Шкільний предмет «Основи православної культури».
- Книга «Теорія фізичного вакууму» Шипова Г. І.[ru]
- Книга «У пошуках Тонкого світу» Дульнєва Г. М.[ru]
- Необґрунтоване використання терміна синергетика в деяких гуманітарних дослідженнях.
- Велика таємниця води (фільм)[ru].
- Креаціонізм.
- Кріоніка.
- Торсіонні поля.
- Теорія «хвильового генома» П. П. Гаряєва.
- Діяльність В. І. Петрика[en].
- Гомеопатія.

### Роспатент
Критиці піддалися Патентний закон РФ, працівники Роспатенту, а також окремі патенти на винаходи.
- 2204424 «Гармонізатор для поліпшення стану біологічного об'єкта і навколишнього простору». За даними на 10.04.2019 — припинив дію.
- 2083239 «Симптоматичне лікування захворювань за допомогою осикової палички в момент молодика для відновлення цілісності енергетичної оболонки організму людини». За даними на 20.07.2009 — припинив дію.
- 2157091 «Встановлення факту смерті зниклої безвісти людини за річчю, що раніше їй належала». За даними на 20.07.2009 — припинив дію.
- 2140796 «Пристрій для енергетичних впливів з допомогою фігур на площині, які генерують торсіонні поля». За даними на 20.07.2009 — припинив дію.
- 2139107 «Перетворення геопатогенних зон на сприятливі на величезних територіях шляхом використання мінералів позитивного поля». За даними на 20.07.2009 — припинив дію.
- 2163305 «Пристрій для зниження токсичності продуктів згорання та підвищення енергоємності палива». За даними на 20.07.2009 — припинив дію.
- 2177504 «Пристрій для зміни властивостей речовин і об'єктів, що з них складаються». За даними на 20.07.2009 — припинив дію.

До 2013 року видано одинадцять номерів бюлетеня. Спочатку планувався вихід два рази на рік. Бюлетень № 1 вийшов у листопаді 2006 року. Бюлетень № 2 — у листопаді 2007 року. Поширюється в наукових установах, вищих навчальних закладах, державних органах влади; доступний для звантажування на сайті РАН.

У передмові до бюлетеню № 1 автори пишуть:

Іноді здається, що справу програно й що повернення до Середньовіччя — лише питання часу. Ось тільки підросте молодь, яку вже навчають фоменківщині і «креаціоністській науці»… Але ми виходимо з того, що ще не пізно, що навіть слабкий вплив все ще може змінити траєкторію розвитку країни. Спробувати змінити стан справ — наш обов'язок.
Збірці були присвячені публікації в деяких ЗМІ: журнал «Наука и жизнь», «Радіо Свобода».